# Hamish McArthur
Hamish McArthur (né le 6 mars 2002) est un grimpeur professionnel britannique, spécialisé dans la compétition en bloc et en difficulté.
En septembre 2021, il a terminé troisième lors de sa première participation aux championnats du monde d'escalade. En juin 2024, il décroche une place aux JO de Paris 2024 pour le combiné d'escalade, où il atteint la finale et termine à la 5ème place.

## Jeunesse
McArthur a grandi à York, dans le Yorkshire du Nord, où il a fréquenté l'école primaire Park Grove puis l'école Joseph Rowntree . À l'âge de 11 ans, il devient le plus jeune membre de l'équipe junior d'escalade de Grande-Bretagne. À 12 ans, il remporte la finale de la British Youth Climbing Series à Édimbourg dans la catégorie des moins de 14 ans.

## Carrière

### Escalade en compétition
En tant que junior, McArthur a remporté la médaille d'or au championnat du monde junior de bloc à Voronej, battant sa médaille d'argent aux championnats du monde jeunes de 2019.
Lors de ses débuts dans la catégorie senior, McArthur a remporté la troisième place des championnats du monde d'escalade de 2021 à Moscou.
McArthur a représenté la Grande-Bretagne en escalade aux Jeux olympiques de Paris, terminant cinquième dans la finale combinée de bloc et de difficulté.

### Escalade en extérieur
Hamish a réalisé plusieurs ascensions notables sur des voies d'escalade sportive en extérieur. En décembre 2019, il a réalisé après travail Jungle Speed (9a) suivi peu après par A Muerte (8c+), deux voies situées à Siurana.
En mars 2021, il a flashé Bulbhaul (8b+), à Almscliffe Crag, l'un des blocs d'escalade les plus difficiles du Royaume-Uni.